# Таволжан (Казахстан)
Таволжа́н (каз. Таволжан) — село у складі Успенського району Павлодарської області Казахстану. Входить до складу Рівнопольського сільського округу.
Населення — 428 осіб (2021; 569 у 2009, 715 у 1999, 993 у 1989).
Станом на 1989 рік село мало статус смт.